# Ieremia Valahul
Ieremia Valahul, născut Ion Costiște, (n. 7 iunie 1556, Tatzo - d. 26 februarie 1625, Napoli) a fost un călugăr capucin (OFMCap) și primul român beatificat la 30 octombrie 1983 de papa Ioan Paul al II-lea.

## Biografie
Despre viața lui petrecută în Valahia Minor (Moldova de astăzi) nu se cunosc multe amănunte. Se presupune că s-a născut în apropierea Sascutului. La vârsta de 18 ani, Ion pleacă de acasă fără voia părinților Margareta Bărbat și Stoica Costist, trece pasul Oituz și se oprește la Alba Iulia, de unde pleacă spre Italia la Napoli.
La 8 mai 1579 intră în mănăstirea Efrem cel vechi din Napoli în ordinul călugărilor capucini unde va începe slujirea plină de dăruire a acelui „Domn mare” . Până la sfârșitul vieții se va dedica lui Dumnezeu, săracilor și bolnavilor, distingându-se printr-o caritate care va constitui trăsătura de bază a vieții sale slujind în spitale și leprozerii. Ascultarea, ca înfrângere a voinței proprii în fața voinței divine, a fost izvorul unei tării și dăruiri de sine care i-au caracterizat viața de călugăr 40 de ani, trăind într-o simplitate fără margini uneori dusă până la extrem. El nu cunoștea învățătura sfântului Augustin care spunea că „ascultarea este mama fericirii” , dar a practicat-o cu smerenie și umilință toată viața, fiind convins că face voia lui Dumnezeu, ceea ce îi dădea o liniște sufletească inexplicabilă. Renunțarea la orice posesiune materială l-a făcut ca timp de 35 de ani să poarte aceeași haină călugărească.
„În anul 1585 va fi transferat în mănăstirea „Sfânta Zămislire” din Napoli, unde va lucra ca infirmier până la sfârșitul vieții. Părea născut pentru această activitate. Pentru el bolnavii reprezentau "părți suferinde ale lui Iisus" și se apropia de ei ca de Iisus însuși. Rugăciunea continuă, blândețea și dăruirea de sine aveau să rodească prin miracole. Devenise permanent egal cu sine în orice împrejurare ridicându-se în mod de neînțeles pentru ceilalți deasupra tristeții și bucuriei. Faima lui a depășit zidurile mănăstirii. Minunile se manifestau prin el într-un mod ce nu mai surprindea pe nimeni.”

## Decesul

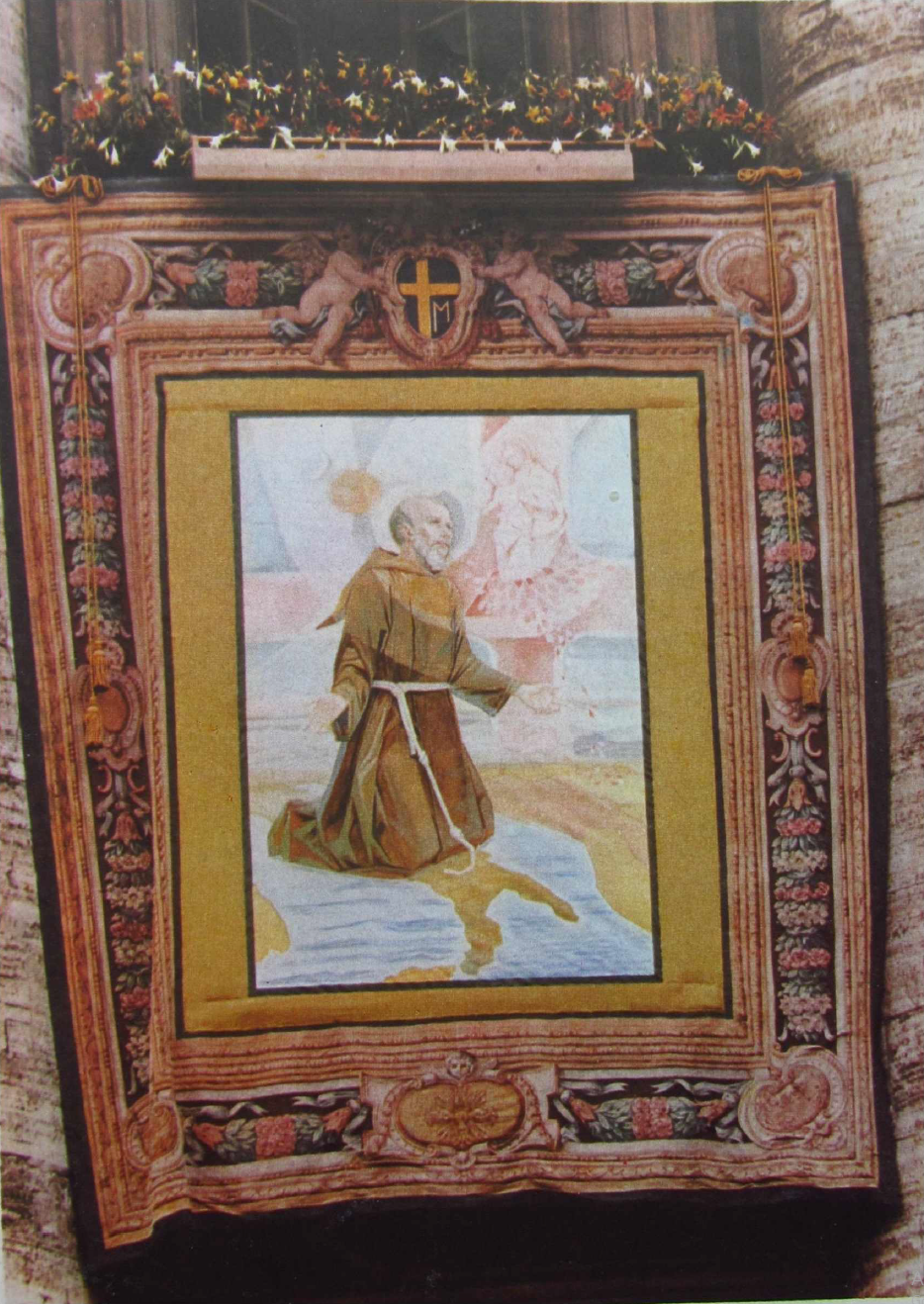
Tapiseria-prapor ce îl reprezintă pe Ieremia Valahul, dezvelită pe fațada bazilicii Sfântul Petru (30 octombrie 1983).

În 1625 fratele Ieremia Valahul în vârstă de 69 de ani devine tot mai conștient de apropierea morții sale. „Cu cât se apropie "sora moarte" cu atât energia dăruirii și autosacrificiului său creștea.” Era 26 februarie 1625. Un mare personaj de la curtea regelui Spaniei, grav bolnav, îl cheamă pe fratele Ieremia.Nimeni nu a înțeles de ce nu a trimis un mijloc de transport. Pe o vreme geroasă va merge pe jos 12 km la dus și la întors pentru a-și oferi ajutorul.La jumătatea urcușului de întoarcere spre mănăstire o femeie îi spune:  
„Am să vin miercuri la mănăstire.”
„N-ai să mă găsești.”
„Dar unde aveți de gînd să plecați?”
„Vreau să mă duc în patria mea.”
Imediat s-a declanșat pneumonia care avea să-i aducă sfârșitul. Se va stinge în tăcere murmurându-și rugăciunile în care conversa cu Domnul său. La un moment dat, fără a se adresa cuiva anume, spuse:
„Acum chiar vreau să mă duc să mă întîlnesc cu șchiopii și schilozii noștri… Da, Isuse, vin. Mulțumesc”

## Repatrierea
Pe 31 mai 2008 moaștele lui Ieremia Valahul au fost aduse de la Napoli la sanctuarul romano-catolic din Onești, aflat încă în construcție.

## Minuni
Părintele Martin

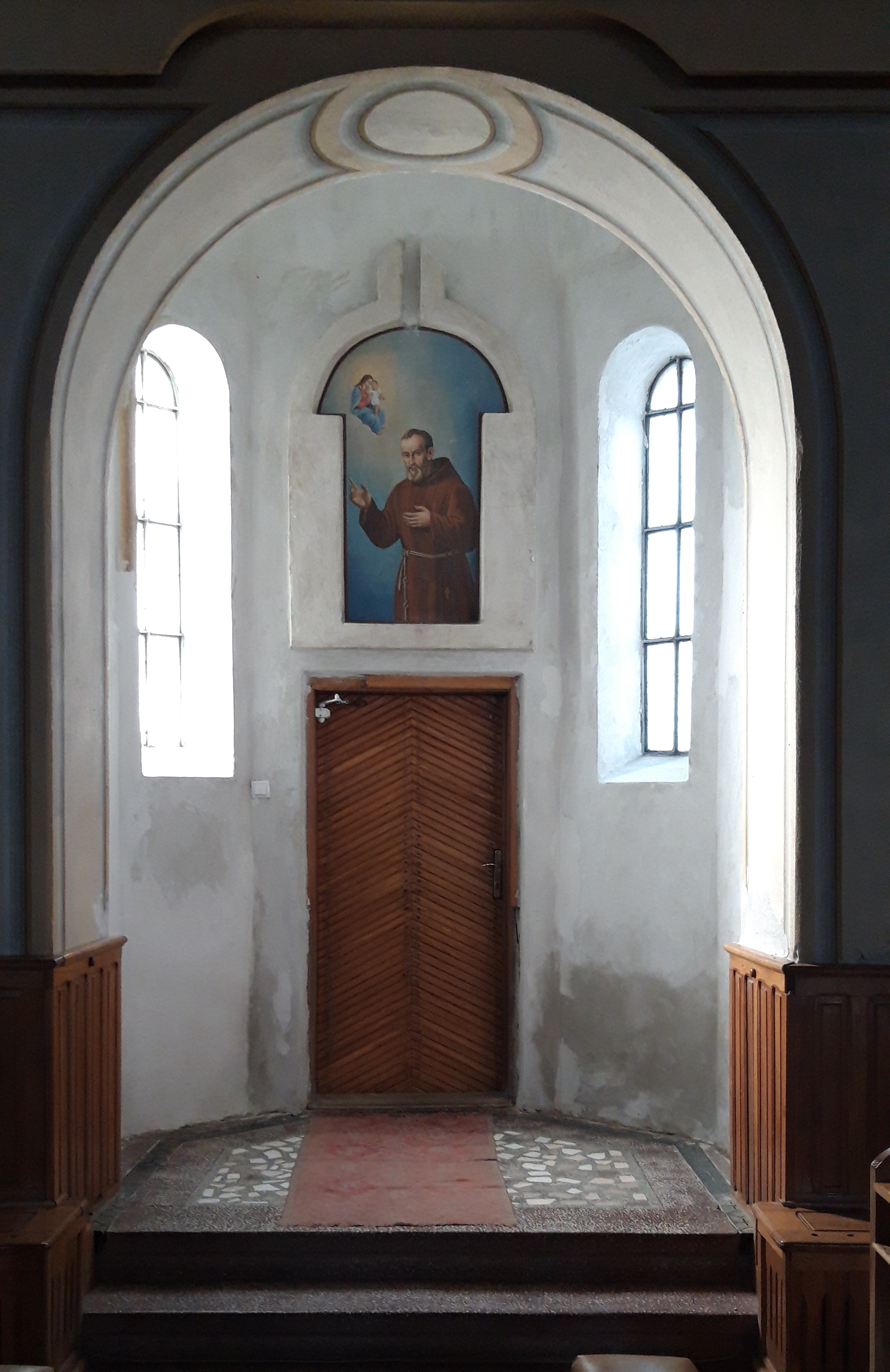
Pictură ce îl reprezintă pe Ieremia Valahul, în biserica „Sfânta Ana” din Cireșoaia, Bacău

Când acest călugăr îngrijea bolnavii, părea că nu simte mirosul neplăcut și priveliștea respingătoare ce constituiau efectele unor boli. Dimpotrivă, îi îngrijea pe călugării bolnavi ca pe niște copii. Așa a fost cazul părintelui Martin, fost ofițer în armata regelui Filip al II-lea al Spaniei, care părăsind falsa strălucire a vieții, a îmbrăcat haina Sf. Francisc. A cerut însă lui Dumnezeu să pătimească pentru păcatele trecute și astfel, în mod inexplicabil, a venit peste el o boală grea: a ajuns să fie acoperit de răni urât mirositoare. Nimeni dintre călugării infirmieri n-a putut să stea în preajma lui mai mult de câteva zile. Așa a ajuns în grija fratelui Ieremia care l-a slujit până la sfârșitul vieții. Când părintele Martin a plecat spre veșnicie rănile urât mirositoare au dispărut, pielea a devenit netedă, emanând o mireasmă plăcută. E de menționat că în timp ce îngrijea pe acest cleric consacrat suferinței, fratele Ieremia a fost cercetat de un înger care I-a transmis următorul mesaj: caritatea este înaintea poruncii bolnavului (de exemplu în situația când acesta din bun simț caută să mai renunțe la serviciile călugărului infirmier).
Alte minuni
Silvia din Lucera, o slujnică în casa Acuzio, suferind de o erupție pe piele din cauza unei boli de ficat, ajusese să nu mai poată face nimic cu mâinile pe care le învelea cu bandaje. A vindecat-o fratele Ieremia după ce făcu semnul crucii deasupra mâinilor. O altă serie de minuni era aceea de a ajuta femeile să nască atunci când apăreau complicații. Avea o dragoste deosebită pentru copii.
În 1614 la infirmeria „Sfintei Zămisliri” fratele Arcangelo Arcella din Napoli, a fost vindecat prin mijlocirea fratelui Ieremia de o tumoare malignă la un braț care normal trebuia amputat spre a-i salva viața. Medic era Părintele Serafino din Marcogliano, apreciat până și la curtea Viceregelui.
Deși se ferea categoric de ispita mândriei cu variantele ei, în fratele Ieremia umilința a fost învinsă doar de milă. În 1619 Președintele Camerei Regale, Lorenzo de Franchis, în pofida asistenței dermatologului, nu reușise să se vindece de o eczemă care îi acoperea tot trupul cu o crustă groasă și dură, respingătoare la vedere. L-a vindecat fratele Ieremia care i-a curățat crusta cu un colț al mantalei, dezmierdându-l ca pe un copil. Boala nu a mai apărut.